# 3000 meter (film)
3000 meter er en dansk kortfilm fra 2012 instrueret af Gorm Just.

## Handling
En mand vågner op i frit fald, styrtende mod jorden fra tre kilometers højde. Mens hans liv passerer revy, kæmper han panisk for at overleve sin ulykkelige situation og for at samle sine tanker om noget meningsfuldt.

## Medvirkende
- Sigurd Holmen Le Dous
- Gustav Nedergaard
- Malte Nedengaard